# 1863 en Grèce
Chronologie de la Grèce
- 1859
- 1860
- 1861
- 1862
- 1863
- 1864
- 1865
- 1866
- 1867

Cette page concerne les évènements survenus en 1863 en Grèce  :

## Événement
- Élection au trône de Grèce : Georges Ier devient roi des Hellènes.

## Création
- Comité national (en), parti politique.

## Dissolution
- Obole ionienne, monnaie de la République des îles Ioniennes.

## Naissance
- Anastasios Apergis, acteur.
- Georgios Bonanos, sculpteur.
- Nikoláos Christodoúlou (en), général.
- Konstantínos Chrístou (el), révolutionnaire.
- Euristhénis Gkízas (el), musicien.
- Geórgios Chatzianéstis, général commandant en chef l'armée hellénique.
- Xenophón Paionídis (el), architecte.
- Ioánnis Svorónos (el), archéologue et numismate.

## Décès
- Kyriákos Pittákis, archéologue.
- Emmanouíl Antoniádis (el), journaliste et personnalité politique.
- Aristídis Kanáris (el), militaire.
- Christóphoros Perrevós, historien et personnalité politique.
- Aléxandros Soútsos (el), poète.